# Bibliothèque du Patrimoine de Clermont Auvergne Métropole
La bibliothèque du patrimoine de Clermont Auvergne Métropole est un établissement spécialisé du réseau des Bibliothèques et médiathèques de Clermont Auvergne Métropole. 
Bibliothèque classée pour ses collections patrimoniales (anciennes, rares ou précieuses), c'est aussi une bibliothèque de documentation régionale qui travaille en lien avec la Bibliothèque nationale de France pour assurer la collecte par dépôt légal et la conservation des imprimés en Auvergne. 
Ses principales missions sont la conservation, le traitement, le signalement, l'enrichissement, la diffusion et la valorisation des collections qu'elle conserve : manuscrits, livres, périodiques, mais aussi des estampes, cartes et plans, photographies...
Une bibliothèque numérique, Overnia, permet de consulter en ligne les collections numérisées.

## Histoire

### Les bibliothèques saisies à la Révolution
La bibliothèque du patrimoine de Clermont Auvergne Métropole est l'héritière de collections plus anciennes qu'elle : 

#### La bibliothèque du chapitre de la cathédrale
La plus ancienne bibliothèque de Clermont est celle de la cathédrale, qui comptait 57 volumes vers l'an 1000. Dans son testament de 1474 l'évêque Jacques de Comborn lègue presque tous ses livres de droit. À la fin du XVe siècle, Mathieu de la Porte, doyen du chapitre de la cathédrale, fait construire à ses frais une bibliothèque et lui donne ses livres. En 1740 ou 1742, l'évêque Jean-Baptiste Massillon lègue par testament au Chapitre sa bibliothèque et ses boiseries de chêne réalisées par Pierre Sureau, à la condition que la bibliothèque soit ouverte au directeur de son séminaire et au clergé,. En 1741 le chanoine Moranges (?-1748) lui donne aussi des livres. La bibliothèque quitte la chapelle de saint-Nicolas pour un bâtiment de deux étages et compte alors 8000 volumes. De 1742 à 1790 cette bibliothèque a été ouverte deux jours par semaine, non seulement aux ecclésiastiques, mais aux lettrés. 

#### Autres bibliothèques saisies
En 1791 les confiscations révolutionnaires réunissent cette bibliothèque, les livres des Bénédictins de la bibliothèque de l'abbaye de Saint-Alyre,, des Carmes de l'abbaye de Chantoin, des Oratoriens, Dominicains et Jacobins de Clermont, des Dominicains d'Issoire et de Sauxillanges, des Jésuites et de sociétés savantes.  
Cependant, les fonds des couvents d'Auvergne avaient déjà fait l'objet au XVIIe siècle de quelques prélèvements par le bibliothécaire Étienne Baluze. Sur la place de Jaude à la Révolution un feu de joie aurait fait disparaître certains ouvrages et d'autres auraient été vendus. 

### La bibliothèque municipale dans l'hôpital des frères de la Charité (1800-1905)

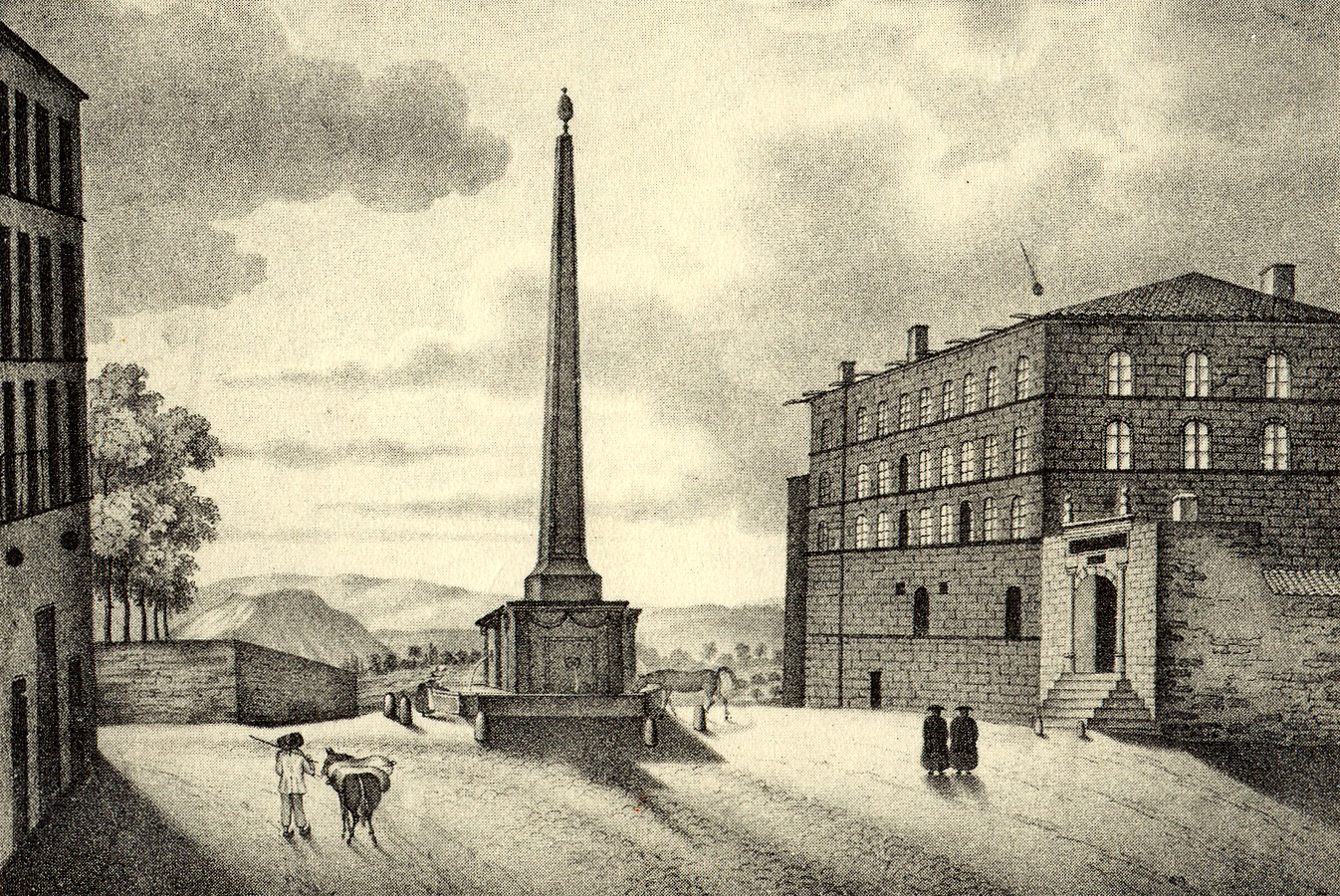
A. Chenard, La colonne Dessaix [sic] Place du Torraux [sic] à Clermont. Lithographie, entre 1802 et 1863. Vue de l'hôpital des Charitains (démoli en 1906).

Les collections avaient déménagé dans l'ancien Collège des Jésuites car en 1793, le conseil général de la commune avait décidé d'installer une « bibliothèque choisie » dans ce lieu devenu Institut en 1791 puis École centrale en 1796. Mais la Ville ayant acquis l'hôpital des frères de la Charité, une bibliothèque publique est ouverte au premier étage en 1800. Une lettre du Ministère de l'intérieur, du 22 décembre 1806, la confie officiellement à la municipalité : c'est l'acte officiel de naissance de la bibliothèque municipale de Clermont-Ferrand.

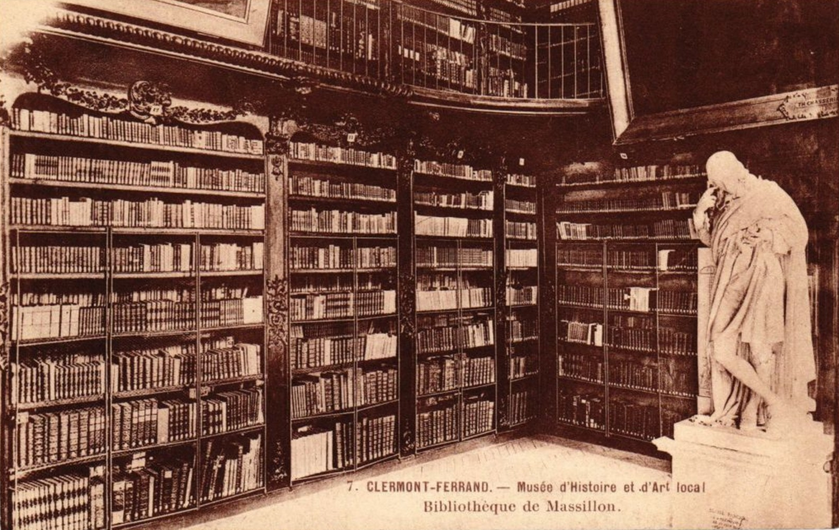
Les boiseries de Massillon et la statue de Pascal dans la bibliothèque municipale avant 1905.

La salle de la bibliothèque fait environ 28 mètres de long sur 10 de large et 9 de haut. Elle compte 11 000 volumes en 1800, 13 000 en 1826. Les boiseries de la bibliothèque de Massillon et de celle du collège des Jésuites, la statue en pied de Blaise Pascal par Jules Ramey, le buste de Jacques Delille par Jean-Jacques Flatters, des portraits de Blaise Pascal, Jean Domat, Jean Savaron, et de certains évêques de Clermont l'ornent.

### La bibliothèque municipale et universitaire dans un même bâtiment (1905-1994)

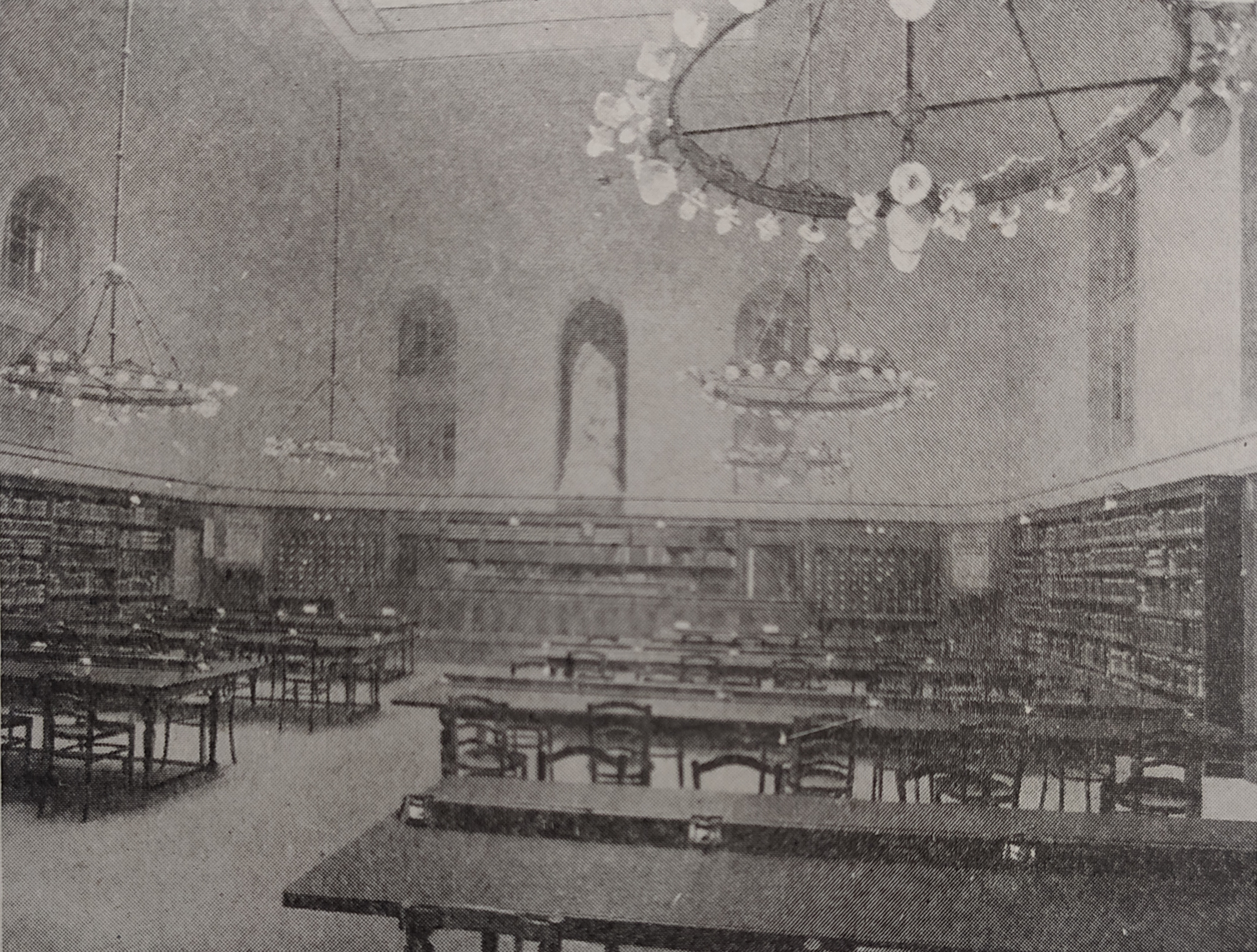
La salle de travail de la bibliothèque municipale universitaire de Clermont-Ferrand en 1919

En 1902 la ville et l'Université unissent par convention leurs deux bibliothèques (35 000 livres de l'Université et 55 000 de la Ville), même si les crédits d'achats restent séparés. Un bâtiment commun, conçu pour accueillir 250 000 volumes, est inauguré en 1905. C'est l'acte de naissance de la bibliothèque municipale et universitaire de Clermont-Ferrand (BMU puis BMIU - Inter Universitaire - en 1976 à la suite de la scission de l'Université). En 1974 y est aménagée la salle Massillon, à partir des boiseries qui avaient été entreposées dans la Halle aux blés, alors École des Beaux-Arts.    
Ce n'est qu'en 1991 qu'est créé le département Patrimoine de la BMIU dirigé de 1991 à 2004 par Dominique Frasson-Cochet.   

### Fin de la BMIU puis BCIU: la bibliothèque du Patrimoine de Clermont Auvergne Métropole dans le bâtiment Bardoux (1994-202.)
L'essor des collections et les demandes du public conduisent à des extensions et c'est parce que la "Centrale" de la BMIU est engorgée qu'en 1994 les collections patrimoniales, régionales et le dépôt légal déménagent dans le nouveau bâtiment du 17 rue Bardoux.   
En 1996, une nouvelle convention entre la ville et les universités vise à résoudre des dysfonctionnements constatés : la lecture publique est restée à l'écart du grand mouvement de développement des années 1980 et cette convention identifie les missions respectives des partenaires : aux universités la documentation universitaire, à la ville la lecture publique et le patrimoine.   
Le 19 mars 2004 Clermont-Communauté, communauté d'agglomération clermontoise, décide de transformer ses statuts afin que les communes lui transfèrent le 1er janvier 2005 la gestion de la totalité des bibliothèques et médiathèques existantes, l'ensemble du personnel, la totalité des services annexes et la création des futurs équipements. Dominique Mans est recruté en 2005 comme directeur du réseau de lecture publique de Clermont-Communauté et le restera jusqu'en 2016. Le projet d'alliance entre bibliothèques communautaires et universitaires perdure à travers une Convention cadre créant un Réseau documentaire communautaire et interuniversitaire, signée le 1er juillet 2005, une Bibliothèque Communautaire Interuniversitaire (BCIU) . La bibliothèque de la rue Bardoux est alors appelée département Patrimoine de la BCIU.
Le projet d’une nouvelle bibliothèque communautaire et interuniversitaire programmée pour 2008 à l'emplacement de l'ancienne gare échoue et le partenariat historique entre la lecture publique et la lecture universitaire prend alors fin. Jean-Paul Oddos, recruté comme chef de projet Grande Bibliothèque en 2010, devient en 2013 responsable de la Bibliothèque du Patrimoine de Clermont-Communauté. 
Michaël Guggenbuhl lui succède comme responsable de la Bibliothèque du Patrimoine de 2014 à 2018. La communauté d'agglomération Clermont-Communauté devient communauté urbaine en 2017, puis métropole en 2018 sous le nom de Clermont Auvergne Métropole. 
En 2020, un décret prend acte de l'évolution vers un statut intercommunal de bibliothèques autrefois appelées bibliothèques municipales classées et Clermont-Ferrand figure dans cette nouvelle liste.

### La bibliothèque dans l'Hôtel-Dieu (2026?)
Les collections de la bibliothèque du patrimoine sont destinées à déménager dans la grande bibliothèque de l'Hôtel-Dieu de Clermont-Ferrand dont Mélanie Villenet Hamel est cheffe de projet depuis 2016. L'ouverture est prévue pour 2026.

## Collections
La bibliothèque du patrimoine conserve 7 kilomètres de documents.
On peut y distinguer : 
- le fonds Auvergne :  
  - plus de 375 mètres linéaires de livres (16 000)
  - plus de 625 mètres linéaires de périodiques (230 abonnements en cours, 2000 périodiques "morts")
- le fonds Patrimoine : 
  - plus 170 mètres linéaires en réserve : plus de 2000 manuscrits, 84 éditions incunables (63 volumes) et autres documents précieux
  - plus de 750 mètres linéaires de livres (plus de 27 000)
  - plus de 750 mètres linéaires de périodiques (1000 titres)
  - plus de 600 mètres linéaires et 15 meubles à plans de documents iconographiques (plus de 10 000 estampes, plus de 1000 cartes et plans[19], des affiches, cartes postales, photographies...).

| Affiche La Bourboule |
| Affiche La Bourboule |

| Dessin de Jean-François Millet             |
| Dessin de Jean-François Millet en Auvergne |

| Détail de Globe céleste   |
| Globe céleste de Vaugondy |

| Tête de lion sur un livre d'heures datant de 1460 environ |
| Livres d'heures (vers 1460)                               |

| Page du triangulus arithmeticus de Blaise Pascal |
| Unicum de Blaise Pascal                          |

|                                      |
| Vue aérienne de la cathédrale (1919) |

|                                   |
| Plan de Clermont (Loriette, 1791) |

- le dépôt légal imprimeur (depuis l'arrêté de 1943[20])
  - 10 000 livres
  - 6000 titres de périodiques
  - éphémères (affiches, brochures, cartes de visites, étiquettes, faire-part, feuillets, livrets, tracts...)

| Affiches de cirque                       |

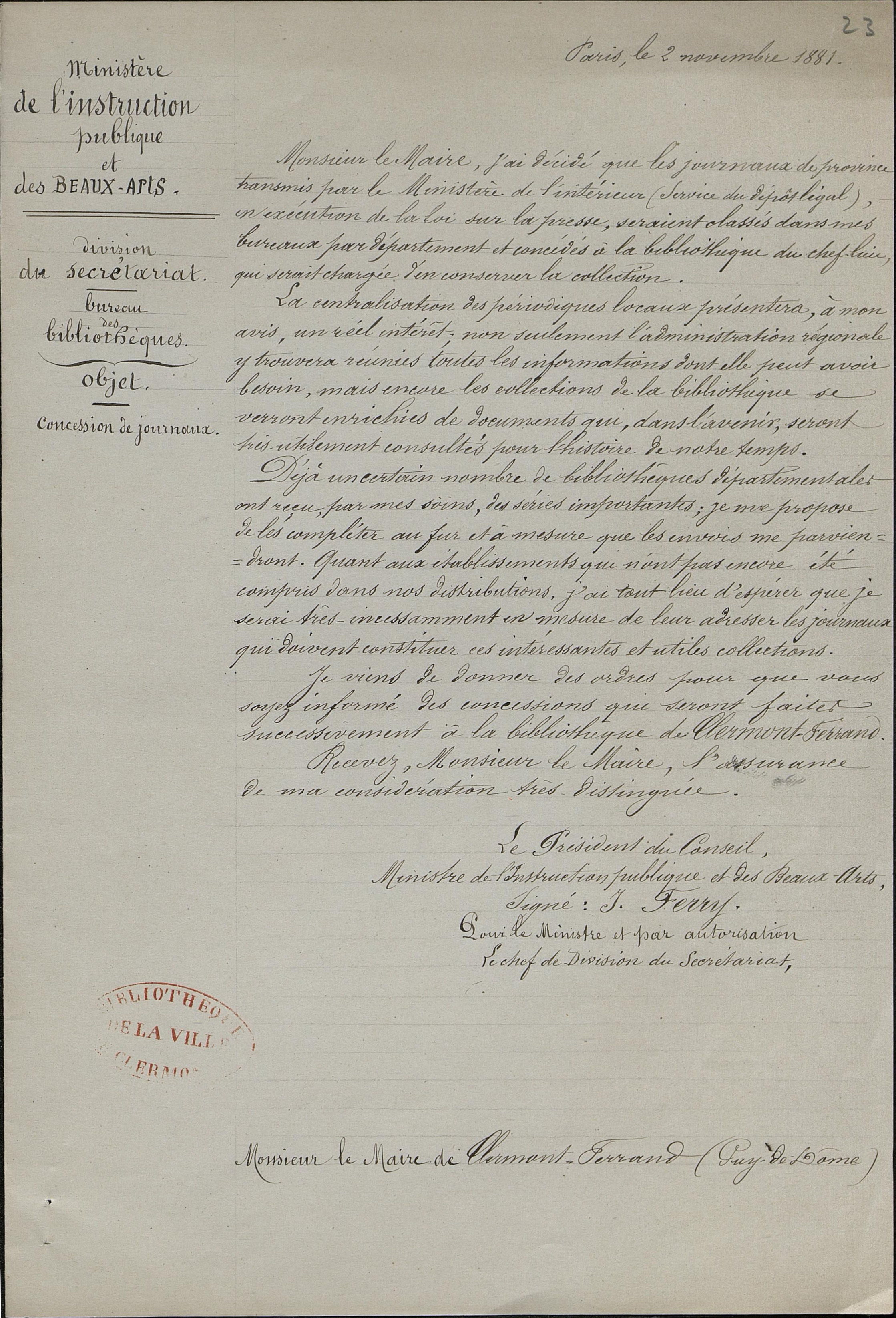
Lettre de Jules Ferry au maire de Clermont-Ferrand à propos du dépôt légal

| Affiches de cirque (imprimeur Promocyrk) |

| Bandes dessinées                        |
| Bandes dessinées (imprimeur Mont-Louis) |

### Documents remarquables
Manuscrits :
- Ms. 1, Bible de Clermont, XIIe siècle, donnée à la bibliothèque en 1795 par la comtesse Dauphin Montrodet de Villemont, elle a été rapprochée de la Bible de Souvigny.
- Ms. 47, Fabulae moralisatae, Guillelmi de Lyra sermones, XVe siècle.
- Ms. 60, Sacramentaire de Saint-Alyre, XIVe siècle.
- Ms. 63, Sacramentaire de la cathédrale de Clermont, XIIe siècle (reliure XIVe siècle)[21].
- Ms. 84, Heures à l'usage des Antonins, XVe siècle.
- Ms. 145, Œuvres de Grégoire de Tours, IXe – Xe siècles.
- Ms. 147, Libellus de sanctis ecclesiis et Monasteriis Claromontii, Xe – XIe siècles[22].
- Ms. 160, Registre du greffe de l’Inquisition de Carcassonne, 1250-1258[23].
- Ms. 201, Bréviaire d'Alaric, probablement deuxième moitié du Xe siècle, avec en marge un des plus anciens textes en occitan, Tomida femina.
- Ms. 209, Pierre Chabrit, De la Monarchie, XVIIIe siècle, avec notes de Diderot.
- Ms. 240, Liber glossarum (en) ou Glossaire latin dit d'Ansileubus, Xe – XIe siècles[24],[25],[26]. Ce manuscrit contient un poème de la Passion du Christ et une Vie de Saint-Léger qui sont, après les Serments de Strasbourg, les textes les anciens en langue française.
- Ms. 248, Roman de Perceval le Gallois, XIIIe siècle.
- Ms. 249, Recueil de poésies françaises (Ballades d'Eustache Deschamps, Bréviaire des nobles et Le lay de pays d'Alain Chartier), XIVe siècle.
- Ms. 268, Chronique anonyme allant du IXe siècle au XIIe siècle, XVe siècle.
- Ms. 269, La généalogie des Rois de France, XVe siècle. Rouleau en parchemin de 3,50 mètres de long sur 16 centimètres. Don Michel Bertrand.
- Ms. 356, Ponthus et Sidoine, XVe siècle.
- Ms. 534, Coutume d'Auvergne, 1510.
- Ms. 707, Recueils de Noëls par Louis Chaduc, XVIe siècle. Don Gaspard Desbouis.
- Ms. 1509, Heures à l'usage de Clermont, XVe siècle. Acheté chez Sotheby's à Londres en 1972.
- Ms. 1510, Orationes de Pierre de Saint-Nectaire, XVIe siècle. Acheté à Sotheby's à Londres en 1973 (bibliothèque de Sir Thomas Phillipps)
- Ms. 1512, Nécrologe du chapitre cathédral de Clermont, Xe – XIe siècles. Acheté à Sotheby's à Londres en 1973 (bibliothèque de Sir Thomas Phillipps).
- Ms. 1522, Usage de la machine, vers 1779[27]. Provenance abbé Charles Bossut, Antoine-Augustin Renouard. Achat en 1982.

Incunables :
- Conrad de Mure, Repertorium vocabulorum. Bâle, B. Ruppel, vers 1470.
- Barthélemy l'Anglais, De proprietatibus rerum. Lyon, Nicolaus Philippi et Marcus Reinhart, 1480.
- Nouveau Testament. Lyon, Barthélemy Buyer, 2 volumes (1476 et 1478). Une des premières bibles composée en français.
- Supplementum chronicarum Fr. Jac. Philippi Bergomensis. Venise, 1492. Signature de Louis Chaduc.
- Missale Claromontense. Lyon, M. Topié, 1492.
- Manière d'enter et planter. Paris, J. Trepperel, vers 1494.
- Strabon, De situ orbis. Venise, J. Vercellensis, 1494.
- Sébastien Brant, La Nef des fous. Bâle, Johann Bergmann, 1497.

Post-incunables :
- Guillaume d'Auvergne et Hugues de Saint-Victor, Claustrum animae. Paris : Henri Estienne, 1507.
- Bible polyglotte d'Alcalá, 1514.
- Bréviaire de Brioude. Thiers, 1518. Première impression auvergnate.

Livres imprimés du XVIe – XVIIe siècles :
- Homeri Ulyssea, Batrachomyomachia, Hymni XXXII. Lovanii, ex off. Rutgeri Rescii, 1535. Signature Robert Estienne.
- Lucrèce, De rerum natura libri sex. Lyon : Sébastien Gryphe, 1540.
- Gregorii Turonici Historiae Francorum libri decem... Adonis Viennensis Chronica...  Paris, Guillaume Morel, 1561. Annotations manuscrites de Jean Savaron. Don Oscar Turge.
- Vie de Moïse présentée par figures. Jean de Tournes, 1583.
- Hugonis Grotii Epistolae. Amsterdam, Blaeu, 1687. Signature d'Étienne Baluze.

La bibliothèque est particulièrement riche en ouvrages du XVIe – XVIIe siècle : reproduction de textes anciens, traités scientifiques, etc.
Reliures :
- Reliures XVIe siècle aux armes de Catherine de Médicis, XVIIe siècle de Louis d'Estaing, d'Aubusson de la Feuillade, au chiffre de Peiresc, reliures XXe siècle de Michel Arnaud, Jules Chadel, Jean de Gonet, Antonio Perez-Noriega...

Périodiques :
- Feuille hebdomadaire pour la Province d'Auvergne (1779-1790)
- Le Moniteur du Puy-de-Dôme (1856-1944)
- L'Avenir du Puy-de-Dôme, devenu "du Puy-de-Dôme et du Centre" puis "du Plateau Central" (1896-1944)
- La Montagne (depuis 1919)

Cartes et plans :
- Gabriel Simeoni, La Limagna d'Overnia (1560).
- François de Belleforest, Cosmographie universelle de tout le Monde (1575), qui contient un plan de Clermont par François Fuzier.
- Abraham Ortelius, Theatrum Orbis Terrarum (éditions de 1575, 1598, 1603)[30]
- Étienne Lescuyer de la Jonchère, Veüe et perspective de la ville de Clairmont-Ferrand, 1739[31]
- Globes terrestres et célestes dressés par Didier Robert de Vaugondy, aux armes de la famille de la Grange (vers 1764).
- Augustin Loriette, Plan géométrique de Clermont (1791). 242 × 450 cm[32]

Autres :
La bibliothèque a aussi dans ses catalogues des peintures, dessins, sculptures, objets, parfois aujourd'hui visibles en d'autres lieux de Clermont-Ferrand, comme la machine arithmétique de Pascal aujourd'hui exposée au musée Lecoq.

### Fonds remarquables
| Date d'entrée dans les collections | Mode d'entrée | Nom du fonds                 | Description | Image                                             |
| ---------------------------------- | ------------- | ---------------------------- | --- | ------------------------------------------------- |
| 1828                               |               | Jean Deval de Saunade        | |                                                   |
| 1835                               | Achat         | Dulaure                      | Documentation régionale rassemblée par Jacques-Antoine Dulaure | Le château du Broc dessiné par Dulaure            |
| 1850                               | Don           | Gonod                        | Don par sa veuve de la bibliothèque de Benoît Gonod | Portrait de Benoît Gonod                          |
| 1866                               |               | Joseph Thomas d'Espinchal    | Carnets de notes donnés par son fils Hyppolite : catalogue de sa bibliothèque à Massiac, état des gentilshommes coalisés, souvenirs de 1795 à 1797, correspondance avec la comtesse lors d’un voyage en Suisse effectué en 1783 et journal de voyage                                              |                                                   |
| 1869                               | Achat         | Crouzet                      | Documentation régionale rassemblée par Jean-François Crouzet |                                                   |
| 1903                               | Achat         | Boyer                        | 2 500 portraits régionaux de toutes techniques (dessins, gravures, lithographies, caricatures, photographies) pour un ouvrage projeté par François Boyer, publié de façon posthume par Ambroise Tardieu.                                                                                          | Représentation graphique en bulles du fonds Boyer |
| 1913                               | Legs          | Grenier                      | Partitions léguées par Antoine Grenier et Marie-Louise Grenier, petite fille de Georges Hainl, directeur de l'opéra de Lyon. | image du legs Antoine et Marie-Louise Grenier     |
| 1918                               | Legs          | Paul Le Blanc                | 4 000 livres, 480 dossiers documentaires, généalogiques et héraldiques, 39 albums et cartes, 3 incunables. Manuscrits cotés 833 à 1436. | Photographie de Paul Le Blanc                     |
| 1919                               | Legs          | Merle                        | Partitions |                                                   |
| 1936                               | Don           | Henri de La Tour             | 4000 volumes de numismatique |                                                   |
| 1943                               | Don           | Albert Ojardias              | 600 volumes du XVIIe siècle donnés par Albert Ojardias (1870-1943) |                                                   |
| 1948                               | Don           | Georges Desdevises du Dézert | 447 manuscrits et dossiers documentaires sur des personnalités Auvergnates |                                                   |
| 1964                               | Achat         | Jacques Delille              | 300 imprimés des œuvres du poète, pour la plupart dans des éditions du XVIIIe siècle |                                                   |
| 1968                               | Achat         | Tocqueville                  | Musique : 130 pièces du XVIIIe siècle |                                                   |
| 1969                               | Legs          | Henri Soanen                 | Franc-maçonnerie |                                                   |
| 1972                               |               | Auguste Audollent            | Histoire ancienne, archéologie | Portrait photographique d'Auguste Audollent       |
| 1974                               | Don           | Henri Pourrat                | Documentation régionale : manuscrits, correspondance (20 000 lettres) et 50 dossiers (environ 12000 pages) constitués de matériaux très divers : notes de l'écrivain, souvent datées et localisées, copies d'élèves d'école primaire, chansons notées, coupures de presse, éphéméride, lettres... | Portrait photographique                           |
| 1974                               | Achat         | Henri Pourrat                | Documentation régionale : bibliothèque personnelle (6000 volumes), correspondance annexe, collection de contes | Feuillets extraits du Trésor des contes           |
| 1987                               |               | Jean Anglade                 | Manuscrits |                                                   |
| 1987                               | Don           | Alice Ostrowsky              | Danse moderne et chorégraphie |                                                   |
| 1988                               | Don           | Bénévol                      | Magnétisme, spiritisme, illusion | Affiche Bénévol                                   |
| 1994                               | Convention    | Cheyne éditeur               | Documentation régionale : production du typographe-éditeur |                                                   |
| 2002                               | Achat         | Pierre Delaunay (libraire)   | Documentation régionale : 500 cartes de géographie |                                                   |
| 2012                               | Convention    | Christian Dedet              | Archives littéraires : manuscrits d’œuvres, correspondance |                                                   |
| 2013                               | Don           | Roger Quilliot               | Archives littéraires |                                                   |
| 2005-2013                          | Don           | Pascal Riou                  | Archives littéraires |                                                   |
| 2011-2020,                         | Don           | Jean-Pierre Siméon           | Archives littéraires | Photographie de Jean-Pierre Siméon                |
| 2013                               | Don           | Jean Vissouze                | Archives littéraires |                                                   |
| 2017                               | Don           | Lucien Gachon                | Archives littéraires |                                                   |
| 2022                               | Don           | Jean Mesnard                 | Archives scientifiques relatives à Blaise Pascal |                                                   |

## Services

### Constitution des collections
- par dépôts de l’État :

Les collections de la bibliothèques ont été primitivement constituées par des confiscations révolutionnaires : bibliothèque de Massillon qui avait été léguée au chapitre de la cathédrale de Clermont, les livres des Bénédictins de l'abbaye de Saint-Allyre, des Carmes de l'Abbaye de Chantoin, des Oratoriens, Dominicains et Jacobins de Clermont, des Dominicains d'Issoire et de Sauxillanges, des Jésuites et de sociétés savantes. Ces livres saisis sont confiés à la municipalité en 1806 mais ils continuent d'appartenir à l’État. Au XIXe siècle et à partir de 1809, l’État concède aux bibliothèques des ouvrages "de qualité", scientifiques ou littéraires, mais ces documents restent sa propriété. Enfin, au début du XXe siècle l’État dépose de nouvelles confiscations ecclésiastiques. 
Le dépôt légal imprimeur est confié en 1947 à la bibliothèque pour toute l'Auvergne et depuis cette date les imprimeurs d'Auvergne contribuent à enrichir le dépôt légal, mais ces documents attribués au titre du dépôt légal imprimeur restent propriété de l’État.
- par dépôts de particuliers, d'associations, d'institutions

Les fonds mis en dépôt appartiennent toujours aux déposants et leur communication peut être restreinte par convention signée. Le fonds André Monglond appartient par exemple par à l'Université Clermont Auvergne.  
- par legs, dons ou achats

Les collections entrées par legs, dons ou achats appartiennent, eux, à ceux à qui ils ont été légués, donnés, aux acheteurs et à ceux à qui ils ont été transférés, par exemple transférés à l'EPCI Clermont Auvergne Métropole.
Parmi les achats remarquables, on peut distinguer les manuscrits 1510 et 1512 achetés lors de la vente de la bibliothèque de Sir Thomas Phillipps à Londres en 1973.

### Conservation préventive et curative
Pour prévenir les dégradations des documents pendant leur stockage, la bibliothèque contrôle la température et l'humidité relative des locaux et conditionne les documents, dans des boites en matériaux neutres par exemple.
Pour prévenir les dégradations pendant leur consultation, elle propose des supports de substitution : microfilms et numérisations consultables en ligne. Avec l'aide l’État a été entrepris dès 1983 une opération "Microfilmage de périodiques régionaux" et à cette occasion des appels au public ont été faits dans la presse pour compléter les collections. Ces microfilms réalisés par l''association pour la conservation et la reproduction photographique de la presse (A.C.R.P.P.) combinent les collections de plusieurs bibliothèques et sont donc plus complets que les périodiques originaux conservés à la bibliothèque. 
Il est parfois possible de restaurer des documents dégradés, comme ceux de la salle Massillon dégradés par la rupture d'une lance à eau en 1995,.

### Signalement et catalogage des collections
Les collections de la bibliothèque du patrimoine ont fait l'objet de catalogues successifs. Ces catalogues, d'abord manuscrits, puis imprimés (ceux de Benoît Gonod, en 1839, Édouard Vimont en 1878, Camille Couderc en 1890, Georges Leboyer en 1900...), sont aujourd'hui l'objet de publications en ligne : ils ont parfois fait l'objet de numérisation, de conversion informatique rétrospective, ou sont directement catalogués sur un logiciel de gestion de bibliothèque et publiés en ligne.
Le catalogue des collections de la bibliothèque du patrimoine, enrichi en continu, est aujourd'hui consultable sur le portail des bibliothèques et médiathèques de Clermont Auvergne Métropole, mais aussi en partie sur le Catalogue collectif de France ou des portails spécialisés comme Biblissima.

### Consultation sur place et à distance
La bibliothèque conserve les documents pour les communiquer. Cette consultation peut se faire sur place ou à distance.
Numérisation et mise en ligne :
La bibliothèque numérique Overnia mise en ligne depuis juin 2013 permet en 2020 de visualiser en ligne et télécharger au format pdf plus de 80 000 documents.
En 2010 la bibliothèque répond à « l'appel à initiatives pour la mise en œuvre d'un programme de numérisation et de valorisation concertées en sciences juridiques »  proposé conjointement par la Bibliothèque nationale de France et la  Bibliothèque interuniversitaire Cujas (Paris). Ce projet de numérisation de l'ensemble des sources juridiques de la Bibliothèque du Patrimoine, soutenu par les  historiens du droit de l'Université Clermont 1 et avec leur  participation dans le choix de la documentation,  est né à la suite du colloque international organisé en juillet 2010 pour le 500e anniversaire de la rédaction de la Coutume d'Auvergne par le Centre de Recherche Michel de l'Hospital. Il comprend l'ensemble des documents relatifs à la coutume d'Auvergne (25000 pages) ainsi que l'ensemble des factums de la Bibliothèque (45200 pages). Le travail de numérisation a débuté fin 2011 pour s'achever courant 2012. À ces corpus devaient s'ajouter les arrêts du Conseil du roi et ceux du Parlement de Paris relatifs à l'Auvergne. Les documents numérisés sont accessibles sur Overnia, Gallica et Cujas-num.
En 2011 la bibliothèque répond à l'appel à projets Patrimoine écrit, proposé par le Service du livre et de la lecture, afin de numériser et mettre en ligne un fonds cartographique acquis en 2002 : 1200 cartes et plans relatifs à Clermont-Ferrand et à l'Auvergne, corpus datant dans sa grande majorité, des XVIe, XVIIe et XVIIIe siècles, avec plusieurs pièces du XIXe siècle et des documents plus contemporains, et 176 plans de Clermont-Ferrand, du XVIe au XVIIIe siècle, manuscrits, gravés, imprimés. Ce projet de numérisation est soutenu par la DRAC d'Auvergne, par la Maison des Sciences de l'Homme et par le Centre d'Histoire « Espaces et cultures » (CHEC) de Clermont-Ferrand.
La presse régionale est aussi incluse dans la campagne de numérisation depuis 2011 : ce sont les microfilms qui sont numérisés.
Le fonds Pourrat fait l’objet depuis 2011 d’une campagne de numérisation d’environ 17 700 pages.
D'autres numérisations sont en ligne sur des sites tiers, comme la base Enluminures de l'IRHT et du CNRS (86 manuscrits numérisés dès 2000 par l'IRHT, 1462 vues), la Bibliothèque Virtuelle des Manuscrits Médiévaux (ce sont parfois des microfilms réalisés en 1985 qui ont été numérisés), Initiale (qui alimente les Bases Enluminures et Liber Floridus), Medium, ou sur des sites tels que celui développé autour des Provinciales de Pascal par la MSH de Clermont-Ferrand.
Consultation sur place du dépôt légal et à distance des archives de l'internet
Le dépôt légal imprimeur ne peut être consulté que sur place et depuis 2017 il est possible d'y consulter les collections des archives de l’internet.

### Valorisation
- visites :

Chaque année, pour les journées du patrimoine, la bibliothèque propose la découverte de documents particuliers et des visites commentées de l'atelier de conservation et des magasins.
- expositions :

La bibliothèque patrimoniale réalise aussi des expositions et prête ses collections pour des expositions.
- Publications imprimées :

La bibliothèque du patrimoine publie des catalogues d'exposition et participe à la publication d'ouvrages pour le grand public (L'Auvergne en affiches en 2016) ou les chercheurs. Des articles qui valorisent la constitution des collections ou d'autres activités sont publiés.
- Expositions en ligne :

Certaines collections numérisées ont fait l'objet d'expositions virtuelles, en collaboration avec des universitaires de Clermont-Ferrand :
- Un provincial nommé Blaise Pascal (2019), avec le soutien scientifique de Dominique Descotes (Centre International Blaise Pascal)[76]
- Grande Guerre des Auvergnats (2015), avec le soutien scientifique de Nicolas Beaupré (Centre d’Histoire Espaces et Cultures)[77]
- Quatre siècles de cartographie en Auvergne (2013), avec le soutien scientifique de Frédéric Faucon (Centre d'Études et de Recherches Appliquées au Massif Central) et Stéphane Gomis (Centre d'Histoire "Espaces et Cultures")[78]
- Factums, justice des villes et justice des champs (2013), avec le soutien scientifique de Jacqueline Vendrand-Voyer (Centre Michel de L’Hospital)[79]
- L'Atelier de l'écrivain (2013)

- Soutien à la recherche et à la création :

La bibliothèque répond aux demandes de renseignements, de consultation et de reproduction de documents.
Parmi les chercheurs ayant publié au sujet de documents conservés à la bibliothèque du patrimoine on peut citer Jean Savaron (1566-1622),  Gaston Paris (1839-1903), Louis Bréhier (1858-1951) et plus récemment D'Arco Silvio Avalle (it), Catherine Brisac, Jean Ehrard, Florence Feugeas, Pierre-François Fournier (1885-1986), Brigitte Fray-Lepoittevin, Thérèse Goyet, Michel Huglo, Dominique Iognat-Prat, Christian Lauranson-Rosaz (1952-2016), Joseph Linskill, Damien Marcon, Pier Luigi Mulas, Jacques Paul, Guy De Poerck (de) (1910-1996), John Renwick, Pierre Rézeau...
La bibliothèque héberge deux centres d'étude spécialisés :  
- le Centre international Blaise Pascal, né en 1980 d'une convention ville-université, centre devenu plus tard unité mixte du CNRS, qui publie depuis 1979 le Courrier du Centre international Blaise Pascal devenu le Courrier Blaise Pascal en 2017[100]. Laurence Plazenet est présidente du CIBP  et Thierry Lambre est président des Amis et correspondants du CIBP[101].
- l'association Société des Amis d'Henri Pourrat qui publie de 1981 à 2008 les Cahiers Henri Pourrat et depuis 2015 les Nouveaux cahiers Henri Pourrat[102].

### Histoire de la bibliothèque
- Livia Rapatel, « Le Projet de grande bibliothèque communautaire et interuniversitaire à Clermont-Ferrand », Bulletin des bibliothèques de France (BBF),‎ 2006, p. 50-54 (ISSN 1292-8399, lire en ligne)
- Lucie Albaret et Isabelle Diry, De la bibliothèque Massillon à la B.M.I.U.V.R ? Regards sur la Bibliothèque Municipale et Interuniversitaire de Clermont Ferrand, Enssib, 1998, 50 p. (lire en ligne)
- Nicole Combezou, « Quoi de neuf à la Bibliothèque de Clermont-Ferrand ? », Cobra : le livre en Auvergne,‎ mars 1997, p. 4-5
- Dominique Frasson-Cochet, « Clermont-Ferrand, bibliothèque municipale et inter-universitaire », dans Patrimoine des bibliothèques de France : un guide des régions, vol. 5 : Auvergne, Bourgogne, Rhône-Alpes, Paris, Payot, coll. « Patrimoine des bibliothèques de France », 1995, 255 p. (ISBN 9782228889681), p. 82-91.
- François Cavalier, Le Lien bibliothèque publique-bibliothèque universitaire : l'expérience clermontoise., Villeurbanne, ENNSIB, coll. « Mémoire d’étude diplôme des conservateurs de bibliothèques », 1993, 70 p. (lire en ligne)
- Marie-Thérèse Sart, « Une heureuse complémentarité », Bulletin des bibliothèques de France,‎ 1991, p. 211-216 (lire en ligne)
- Suzanne Montagne, « Glanes pour l'histoire de la bibliothèque de Clermont », Mélanges offerts à Pierre-François Fournier,‎ 1985, p. 201-213
- Cornelia Serrurier, « Clermont-Ferrand : bibliothèque municipale et universitaire », dans Bibliothèques de France : Description de leurs fonds et historique de leur formation, La Haye, Martinus Nijhoff, 1946, p. 81-84.
- Octave Nicaud, "Clermont-Ferrand : bibliothèque municipale et universitaire", dans Les Richesses des bibliothèques provinciales de France. Paris : Éditions des Bibliothèques Nationales de France, 1932, p. 136-141.
- Jules Laude, La Bibliothèque municipale et universitaire de Clermont-Ferrand, Clermont-Ferrand, impr. Joachim, 1919, 12 p.
- Auguste Ehrhard, Mise en commun des bibliothèques de la ville et de l'université de Clermont. Rapport présenté au conseil municipal, Clermont-Ferrand, A. Dumont, 1902, 40 p. (lire sur Wikisource, lire en ligne)
- Ambroise Tardieu, Histoire de la Ville de Clermont-Ferrand depuis les temps les plus reculés jusqu'à nos jours, Moulins, Imprimerie de C. Desrosiers, 1870-71 (lire en ligne)Histoire des bibliothèques de Clermont des pages 648 à 655
- Benoît Gonod, Catalogue des livres imprimés et manuscrits de la bibliothèque de la ville de Clermont-Ferrand, Clermont-Ferrand, 1839 (lire en ligne)Contient "Historique de la bibliothèque de Clermont, pages XI-XVII ; règlement intérieur, extrait du registre des dons...

### Catalogues imprimés des collections

#### Manuscrits
- Marc Dousse, « Catalogue du fonds Paul Le Blanc », Société de l'Almanach de Brioude,‎ 1942 (lire en ligne)Manuscrits 833 à 1436
- Édouard Vimont, Catalogue général des manuscrits des bibliothèques publiques de France, Paris, Typographie de E. Plon, Nourrit et Cie, 1903 (lire en ligne), p. 188-189Manuscrits 364 à 366 et 788 à 793
- Camille Couderc, Catalogue général des manuscrits des bibliothèques publiques de France, Paris, Typographie de E. Plon, Nourrit et Cie, 1890, XXXII-213 p. (lire en ligne), p. 1-213Catalogue des manuscrits de la Bibliothèque de la Ville de Clermont-Ferrand, Manuscrits 1 à 363 et 501 à 787

#### Incunables
- Dominique Frasson-Cochet et Pierre Aquilon (avec collaboration de), Catalogues régionaux des incunables des bibliothèques publiques de France. Volume XVI, Auvergne, Genève, Droz, coll. « Histoire et civilisation du livre » (no 29), 2006, 458 p. (ISBN 978-2-600-01078-8, lire en ligne)

#### Musique
- Christian Meyer, Collections d'Auvergne, Rhône-Alpes, de Nouvelle Aquitaine, d'Occitanie et de Provence-Alpes-Côte d'Azur : Aix-en-Provence, Albi, Arles, Auch, Avignon, Bayonne, Bordeaux, Carcassonne, Carpentras, Clermont-Ferrand, Foix, Fréjus, Grasse, Grenoble, Limoges, Lunel, Lyon, Marseille, Mende, Montauban, Montpellier, Moulins, Narbonne, Nice, Nîmes, Périgueux, Perpignan, Poitiers, Saint-Bonnet-le-Château, Saint-Victor-sur-Rhins, Toulouse, Turnhout, Brepols, coll. « Catalogue des manuscrits notés du Moyen Age conservés dans les bibliothèques publiques de France » (no 6), 2019, XVIII-430 p. (ISBN 978-2-503-52379-8, présentation en ligne), p. 114-131.
- Catalogue des fonds musicaux du XIXe siècle en Auvergne, Clermont-Ferrand, Agence régionale pour le livre en Auvergne, 2002, 2 volumes, 626
- Françoise Constant, Catalogue des fonds musicaux anciens conservés en Auvergne, Clermont-Ferrand, Aix-en-Provence, Auvergne Musiques et Danses / Edisud, coll. « Patrimoine musical régional » (no 4), 1992, 68 p.

#### Blaise Pascal
- Michaël Guggenbuhl et Séverine Eitenschenck, « Le fonds pascalien de la Bibliothèque du Patrimoine de Clermont. Petite histoire en cours d’écriture d’un fonds remarquable », Revue d’Auvergne « Pascal Arvernus, philosophe, moraliste et scientifique »,‎ 2019, p. 15-48
- Dominique Descotes, Le fonds pascalien à Clermont-Ferrand, Clermont-Ferrand, Centre International Blaise Pascal, 2001, 270 p.

#### Autres catalogues
- « Bibliothèque de la ville de Clermont-Ferrand. Supplément au Catalogue des incunables » et « Catalogue des livres imprimés de MDI à MDXX, par Georges Leboyer (1900). », 1801-1900 (lire en ligne).
- Édouard Vimont, Catalogue des livres imprimés et manuscrits de la bibliothèque de la ville de Clermont-Ferrand, vol. 1-8, Clermont-Ferrand, G. Mont-Louis, 1878-1903 (lire en ligne).
- Louis de Mas Latrie, Guillaume Libri et Gustav Hänel, Dictionnaire des manuscrits, ou Recueil de catalogues de manuscrits existants dans les principales bibliothèques d'Europe..., J.P. Migne, 1853 (lire en ligne), p. 351-360.
- Benoît Gonod, Catalogue des ouvrages imprimés et manuscrits concernant l'Auvergne, extrait du catalogue général de la Bibliothèque de Clermont-Ferrand, Clermont-Ferrand, Impr. Thibaud-Landriot Frères, 1849, 234 p. (lire en ligne)
- Benoît Gonod, Catalogue des livres imprimés et manuscrits de la bibliothèque de la ville de Clermont-Ferrand (Puy-de-Dôme), Clermont-Ferrand, Imprimerie de Perol, 1839, 653 p. (lire en ligne)
- Benoît Gonod, Catalogue [manuscrit] des manuscrits de la bibliothèque de la ville de Clermont-Ferrand, 1837 (lire en ligne)Bibliothèque nationale de France. Département des manuscrits. Français 13003
- Catalogues de diverses bibliothèques publiques des départements, rédigés pour la plupart du temps du premier Empire et de la Restauration et provenant de l'Institut de France. Catalogue de la bibliothèque de Clermont-Ferrand., 1818-1821 (lire en ligne)Bibliothèque nationale de France. Département des Manuscrits. NAF 5308

### Catalogues d'exposition
- Quoi de neuf ? Vialatte !, Clermont-Ferrand, Bibliothèque municipale et interuniversitaire, 2005, 120 p. (ISBN 978-2-9509650-4-2)Exposition du 26 novembre 2004 au 28 février 2005
- Promenade au Puy de Dôme, Clermont-Ferrand, Bibliothèque municipale et interuniversitaire, 2000, 120 p. (ISBN 978-2-9509650-2-8)Exposition du 22 novembre 2000 au 4 mars 2001. Commissaire de l'exposition : Dominique Frasson-Cochet. Scénographie : Denis Charlemagne. Rédacteurs du catalogue : Raymond Bérard, Nadine Chaumerliac, Dominique Descotes, Caroline Drillon, Alain de Goër de Herve, Claude Guidet, Chantal Lamesch, Michel Lioure, Pierre Mazataud, Yves Michelin, Antonella Tufano, Pierre Vincent. Photographies : Alain Jean Baptiste
- Trésors & merveilles, Clermont-Ferrand, Bibliothèque municipale et interuniversitaire, 1998, 120 p. (ISBN 978-2-9509650-1-1, BNF 37001843)Exposition du 15 octobre 1998 au 17 janvier 1999. Commissaire de l'exposition : Dominique Frasson-Cochet. Scénographie : Rémi Bourdier. Rédacteurs du catalogue : Colette Charlat, Chantal Donnat, Elisabeth Dravet, Nathalie Foron-Dauphin, Dominique Frasson-Cochet, Brigitte Fray-Lepottevin, Jean-Michel Guittard, Elisabeth Pernollet.
- Papiers : [exposition], 13 novembre-16 décembre 1995, Bibliothèque municipale et interuniversitaire, Clermont-Ferrand, Clermont-Ferrand, Bibliothèque municipale et interuniversitaire, 1995, 56 p. (ISBN 2-9509650-0-8, BNF 35827119)Exposition du 13 novembre au 16 décembre 1995, organisée par la Bibliothèque municipale et interuniversitaire de Clermont-Ferrand ; catalogue par Christine Bigot.
- Blaise Pascal, mathématicien, physicien, ingénieur : 350e anniversaire de la conception de la machine arithmétique, Paris, Fédération française de coopération entre bibliothèques, coll. « Re-découvertes » (no 12), 1993, 75 p. (ISBN 978-2-907420-14-3)Exposition du 18 septembre au 17 octobre 1993. Catalogue par Dominique Descotes.
- Livres et carnets d'artistes : créateurs en Auvergne, Clermont-Ferrand, Bibliothèque municipale et interuniversitaire, 1993, 70 p. (ISBN 2-908631-62-8)Exposition du 27 novembre au 23 décembre 1993, organisée par la Bibliothèque municipale et interuniversitaire de Clermont-Ferrand et l'École régionale des beaux arts de Clermont-Ferrand ; catalogue par Michel Brugerolles et Suzanne Montagne.
- L'Europe et la Bible, Clermont-Ferrand, Bibliothèque municipale et interuniversitaire, 1992, 193 p. (ISBN 978-2-908631-61-6)Publié à l'occasion de diverses manifestations organisées en Auvergne par deux associations, 301 Histoire de l'art et Cujenam, et pour l'exposition présentée à la Bibliothèque municipale et interuniversitaire de Clermont-Ferrand du 17 novembre au 13 décembre 1992. Textes de Danielle Lecoq, Ruth Bartal, Dominique Jarassé, Rüdiger Hey, Dominique Iogna-Prat, Mireille Mentré, Marie-Laure Regnault, Marie-Luce Demonet, Bernard Dompnier, Marianne Barrucand.
- Les Traités d'architecture italiens conservés à la Bibliothèque municipale et universitaire de Clermont-Ferrand, Puy-de-Dôme, Clermont-Ferrand, Bibliothèque municipale et interuniversitaire, 1987, 50 p.Exposition du 3 au 20 mars 1987 organisée par le Département d'histoire de l'art de l'Université de Clermont II et la Bibliothèque municipale et interuniversitaire. Catalogue par Annie Regond.
- Le Dessin dans les collections de la bibliothèque : manuscrits, estampes, cartes et plans, Clermont-Ferrand, Bibliothèque municipale et interuniversitaire, 1984, 22 p.Exposition en 1984
- Henri Pourrat et ses illustrateurs, Clermont-Ferrand, Bibliothèque municipale et interuniversitaire, 1979, 72 p.Exposition du 16 novembre au 20 décembre 1979. Catalogue par Suzanne Montagne, Élisabeth Dravet et Claude Dalet.

### En collaboration
- Alain Weill (avec la collaboration de la bibliothèque du Patrimoine de Clermont Communauté), L'Auvergne en affiches, Thiers, Page centrale, coll. « Esprit des lieux » (no 5), 2016, 165 p. (ISBN 979-10-90367-25-8)